# Daniele Masala
Daniele Masala (* 12. Februar 1955 in Rom) ist ein ehemaliger italienischer Moderner Fünfkämpfer, der 1984 Olympiasieger in der Einzel- und in der Mannschaftswertung wurde.

## Leben
Masala belegte bei den Olympischen Spielen 1976 in Montreal den vierten Platz in der Einzelwertung und wurde mit der italienischen Mannschaft Sechster. 1979 gewann er in der Einzelwertung die Bronzemedaille bei der Weltmeisterschaft in Budapest. 1980 wurden die Olympischen Spiele in Moskau von einigen westlichen Ländern boykottiert. Italien nahm an den Spielen teil, aber die NATO hatte beschlossen, dass keine Angehörigen von NATO-Streitkräften in Moskau antreten sollten; damit durfte Masala als Sportsoldat nicht antreten. Bei der Weltmeisterschaft 1981 in Zielona Góra siegte der polnische Olympiasieger von 1976 Janusz Pyciak-Peciak mit 5662 Punkten und 13 Punkten Vorsprung auf Masala im Einzel, die italienische Mannschaft erkämpfte Bronze hinter den Polen und den Ungarn. 1982 fand die Weltmeisterschaft in Rom statt. Masala gewann den Titel mit 249 Punkten Vorsprung auf den Olympiasieger von 1980 Anatoli Starostin, die Mannschaft wurde erneut Dritte. 
Bei den Olympischen Spielen 1984 in Los Angeles profitierte Masala vom Olympiaboykott der Ostblockstaaten. Er gewann den Einzelwettbewerb mit 13 Punkten Vorsprung auf den Schweden Svante Rasmuson, Bronze erhielt Carlo Massullo. Die italienische Mannschaft mit Masala, Massullo und Pierpaolo Cristofori gewann Gold vor den Mannschaften aus den USA und aus Frankreich. 1985 bei der Weltmeisterschaft in Melbourne belegte Masala den sechsten Platz in der Einzelwertung, die Mannschaft erreichte den dritten Platz. 1986 fand die Weltmeisterschaft nach 1982 erneut in Italien statt, nämlich in Montecatini. Carlo Massullo siegte vor Daniele Masala, gemeinsam gewannen sie den Titel mit der Mannschaft. Bei den Olympischen Spielen 1988 in Seoul belegte Masala den zehnten Platz in der Einzelwertung. Zusammen mit Massullo und Gianluca Tiberti gewann Masala in der Mannschaftswertung Silber hinter den Ungarn.
Daniele Masala gewann neben seinen internationalen Medaillen 24 italienische Landesmeistertitel, davon zehn im Einzel.